# 星ルイス
星 ルイス（ほし ルイス、本名：藤江 充夫（ふじえ みつお）、1948年11月17日 - 2005年3月10日）は、日本の漫才師。東京都出身。

## 来歴・人物
1972年、星セントと共に星セント・ルイスを結成。1980年代、漫才ブームをリードする存在として活躍し「田園調布に家が建つ!!」などのギャグを取り入れて人気を集めた。
しかし、セントの体調不良をきっかけとして2003年に32年間の長きに渡るコンビを解消した。その後のルイスは俳優・司会などソロ活動を行っていた。2004年には、NHK大河ドラマ『新選組!』にも出演している。
2005年3月7日に体調不良を訴えて入院。3日後の3月10日午後2時5分、肺癌により埼玉県越谷市内の病院で死去した。56歳没。相方のセントも前年（2004年）に同じ肺癌で逝去しており、セントの後を追う様な形となった。